# José Folgado
José Folgado Blanco (Morales del Rey, 3 de abril de 1944-Madrid, 23 de marzo de 2020) fue un político español, afiliado al Partido Popular.

## Biografía
Doctor en ciencias económicas por la Universidad Autónoma de Madrid y profesor titular de Hacienda Pública y Sistemas Fiscales en esa universidad desde 1974.
Fue director del Departamento de Economía de la CEOE, en cuya delegación participó durante los años 1980 en todo el proceso de concertación social con Gobierno y sindicatos. Fue miembro del Consejo Económico y Social, en representación de la CEOE, y de la Comisión Económica y Financiera de la Unión de Industrias de la Comunidad Europea (UNICE). 
En mayo de 1996, tras la victoria electoral del Partido Popular, fue nombrado secretario de Estado de Presupuestos y Gastos del entonces Ministerio de Economía y Hacienda. En abril de 2000 secretario de Estado de Economía, de Energía y de la Pequeña y Mediana Empresa y desde julio de 2002 hasta marzo de 2004 secretario de Estado de la Energía, Desarrollo Industrial y de la Pequeña y Mediana Empresa, en el entonces Ministerio de Economía.
Fue diputado por la provincia de Zamora en el Congreso de los Diputados, en la vii y viii legislatura, y vicepresidente Segundo de la Comisión de Economía y Hacienda del Congreso de los Diputados. Desde junio de 2007 a marzo de 2012 fue alcalde de la localidad madrileña de Tres Cantos. Desde el 8 de marzo de 2012, tras presentar la renuncia a su cargo en dicho Ayuntamiento, desempeñó la presidencia de la empresa con capital público (20 %) Red Eléctrica de España hasta finales de 2018. Le sucedió en el cargo Jordi Sevilla.
Falleció a los setenta y cinco años en Madrid víctima de la enfermedad por coronavirus el 23 de marzo de 2020.